# Kitty O'Brien Joyner
Kitty O'Brien Joyner (11. července 1916 – 16. srpna 1993) byla americká elektroinženýrka, která pracovala pro Národní poradní výbor pro letectví (NACA) a Národní úřad pro letectví a kosmonautiku (NASA). V roce 1939 jako první žena absolvovala inženýrský program na University of Virginia. Ještě toho roku byla přijata do NACA, kde byla první inženýrkou. Později se stala vedoucí oddělení a byla zodpovědná za několik aerodynamických tunelů. Její práce přispěla k výzkumu v oblastech aeronautiky, nadzvukových letů a speciálních profilů křídel.

## Mládí avzdělání
Kitty Wingfield O'Brien se narodila v Charlottesville 11. července 1916. Její otec byl inženýr a inspiroval ji tak k výběru stejné kariéry. Po střední škole se chtěla přihlásit k dalšímu studiu na University of Virginia. Zákony státu Virginie sice umožňovaly ženám studovat na univerzitách od roku 1920, ale University of Virginia přidala do svých podmínek k přijetí několik překážek pouze pro ženy. Po ženách, které chtěly studovat na této univerzitě se tak požadovalo, aby měly vystudované alespoň dva roky na jiné univerzitě a byly starší 20 let. Toto nařízení bylo v platnosti ještě v roce 1935, kdy si chtěla podat přihlášku i O'Brien. Rozhodla se tedy nejprve v letech 1935–1937 studovat na Sweet Briar College. Možnosti studovat jako žena na University of Virginia se ale následně musela domoci až soudní žalobou.
O'Brien nejprve neviděla uplatnění žen v oboru a v rozhovoru s novinářem Miami News se zmínila, že si „vždycky přála, aby byla kluk a mohla tak dělat tuto profesi“. Tento rozhovor poskytla na inženýrské konferenci na Floridě, kde měla přednášku „Fluorescence, the Light of the Future“ a vyhrála druhé místo mezi studentskými pracemi. Ačkoliv se novinář Miami News vyjádřil, že „elektroinženýrství je těžko považováno za ženskou profesi“, O'Brien tuto příležitost využila k proslovu o tom, jak elektroinženýrství představuje skvělou příležitost pro ženy a dívky.

## Kariéra
Od září 1939 začala pracovat pro NACA na juniorské pozici ve stavitelství. Stala se tak první inženýrkou NACA. V té době tato organizace rozvíjela výzkum v oblasti aeronautiky a i O'Brien se začala tomuto výzkumu věnovat. Mezi její zodpovědnosti patřilo řízení elektrických systémů pro několik aerodynamických tunelů, včetně nadzvukových aerodynamických tunelů, velkých, drahých zařízení důležitých pro testování letadel. Pro NACA a později NASA pracovala přes tři dekády.
Během své kariéry v NACA a NASA přispěla k výzkumu v oblastech aeronautiky, nadzvukových letů a návrhu speciálních profilů křídel. Její práce měla dopad na armádu i komerční lety. O'Brien také ovlivnila řadu leteckých standardů týkajících se návrhu, které platily mnoho dalších let.